# Mziuri
Mziuri (en georgiano: მზიური; en abjasio: Мзиури) es una aldea que pertenece a la parcialmente reconocida República de Abjasia, dentro del distrito de Gali, aunque de iure es parte del municipio de Gali de la República Autónoma de Abjasia de Georgia.

## Geografía
Mziuri se encuentra en la llanura de Samurzajano, a 2 km de Gali. La aldea se administra desde el pueblo de Shashikvara. 

## Infraestructura

### Transporte
Mziuri está en la carretera Zugdidi-Gali.  